# 西南学院大学短期大学部
西南学院大学短期大学部（せいなんがくいんだいがくたんきだいがくぶ、英語: Seinan Gakuin Junior College）は、福岡県福岡市西区西新六丁目2番92号に本部を置いていた日本の私立大学である。1950年に設置され、1975年に廃止された。

## 概要

### 大学全体
- 福岡県福岡市西区[注 2]に所在した日本の私立短期大学で、設置主体は学校法人西南学院[2]。
- 国内で最初に認可された短期大学149校[注 3]の1校として、3学科体制で1950年に開学した[3]。以後学科の増設はなく、最終的には1学科のみとなる。
- 1973年度の入学生を最後に[注釈 2]、1975年に短期大学としての使命を終える[5]。

### 建学の精神（校訓・理念・学是）
- 西南学院大学を参照。

### 教育および研究
- 児童教育者の養成を執り行っていた。

### 学風および特色
- 基本的なことについては西南学院大学を参照。
- 最後に残った児童教育科は女子学生を対象とした学科となっていたため、1964年度以降は事実上、女子大学となっていた。

## 沿革
- 1921年
  - 西南学院高等学部（文科・商科）開設。
- 1940年
  - 西南保姆学院を設置。
- 1944年
  - 西南学院高等学部を経済専門学校に改組。
- 1949年
  - 10月 文部省[注釈 3]に短期大学[注 4]の設置認可に関する申請を行う[注 5]。なお、学科・専攻は以下の通りとなっている[注 6]
    - 英語科 入学定員60
    - 商学科 入学定員160
    - 児童教育科 入学定員30
- 1950年
  - 3月14日 左記を以て短期大学の設置が文部省[注釈 3]より認可される[注 7]。
  - 4月1日 左記を以て西南学院大学短期大学部が以下の学科体制にて開学する[注 8]。
    - 英語科 入学定員60
    - 商学科 入学定員160
    - 児童教育科 入学定員30
- 1951年
  - 2月24日 西南学院が学校法人として認可される[15]。
- 1954年
  - 5月1日 学生数[16]/定員
    - 英語科 95[注 9]/120
    - 商科 735[注 10]/320
    - 児童教育科 87[注釈 4]/60
- 1958年
  - 4月1日 英語科、商科の学生募集を最終とする[注 11]。
  - 5月1日 学生数[19]/定員
    - 英語科 110[注 12]/120
    - 商科 415[注 13]/320
    - 児童教育科 103[注釈 4]/60
- 1959年
  - 5月1日 学生数[20]/定員
    - 英語科 52[注 14]/60
    - 商科 206[注 15]/160
    - 児童教育科 90[注釈 4]/60
- 1960年
  - 5月1日 学生数[21]/定員
    - 英語科 10[注釈 5]/-
    - 商学科 30[注釈 5]/-
    - 児童教育科 91[注釈 4]/60
- 1964年
  - 3月31日 左記をもって以下の学科を正式に廃止とする[22]。
    - 英語科
    - 商科
- 1973年
  - 4月1日 この年度をもって学生募集を最終とする[注釈 2]。
  - 5月1日 学生数[23]/定員
    - 児童教育科 225[注釈 4]/60
- 1975年
  - 5月1日 学生数[24]/定員
    - 児童教育科 -/-

  - 9月30日 左記をもって正式に廃止とする[5]。

## 基礎データ

### 所在地
- 福岡県福岡市西区西新6-2-92[注釈 1]

### 象徴
- 西南学院大学を参照。ほか右記資料にもあり[注 16]。

## 教育および研究

### 組織

#### 学科
- 英語科 入学定員60名[注釈 6]
- 商科第二部 入学定員160名[注釈 6]
- 児童教育科 入学定員30名[注 17]

#### 専攻科
- なし

#### 別科
- なし

#### 取得資格について
- 幼稚園教諭二級免許状：児童教育学科
- 中学校教諭二級免許状
  - 英語：英語科[29]
  - 職業：商科第二部[29]
- 当初は高等学校教諭免許状の課程もあり、英語科では（英語）、商科第二部では（商業）がそれぞれ置かれていた[29]。

### 研究
- 『西南学院大学短期大学部児童教育科論集』[30]

## 大学関係者と組織

### 大学関係者組織
- 西南学院大学を参照。

### 大学関係者一覧

#### 大学関係者
歴代学長
- 坂本重武
- 古賀武夫
- 船越栄一

## 対外関係

### 姉妹校
- 西南女学院大学
- 西南女学院大学短期大学部

### 系列校
- 西南学院大学

## 卒業後の進路について

### 編入学・進学実績
- 西南学院大学への編入学制度があった。

## 関連サイト
- 西南学院大学|大学概要
- 西南学院大学|年表